# Oemleria cerasiformis
Oemleria cerasiformis, manchmal auch Oregonpflaume genannt, ist die einzige Art der monotypischen Pflanzengattung Oemleria innerhalb der Familie der Rosengewächse (Rosaceae). Sie ist im westlichen Nordamerika heimisch.

## Beschreibung

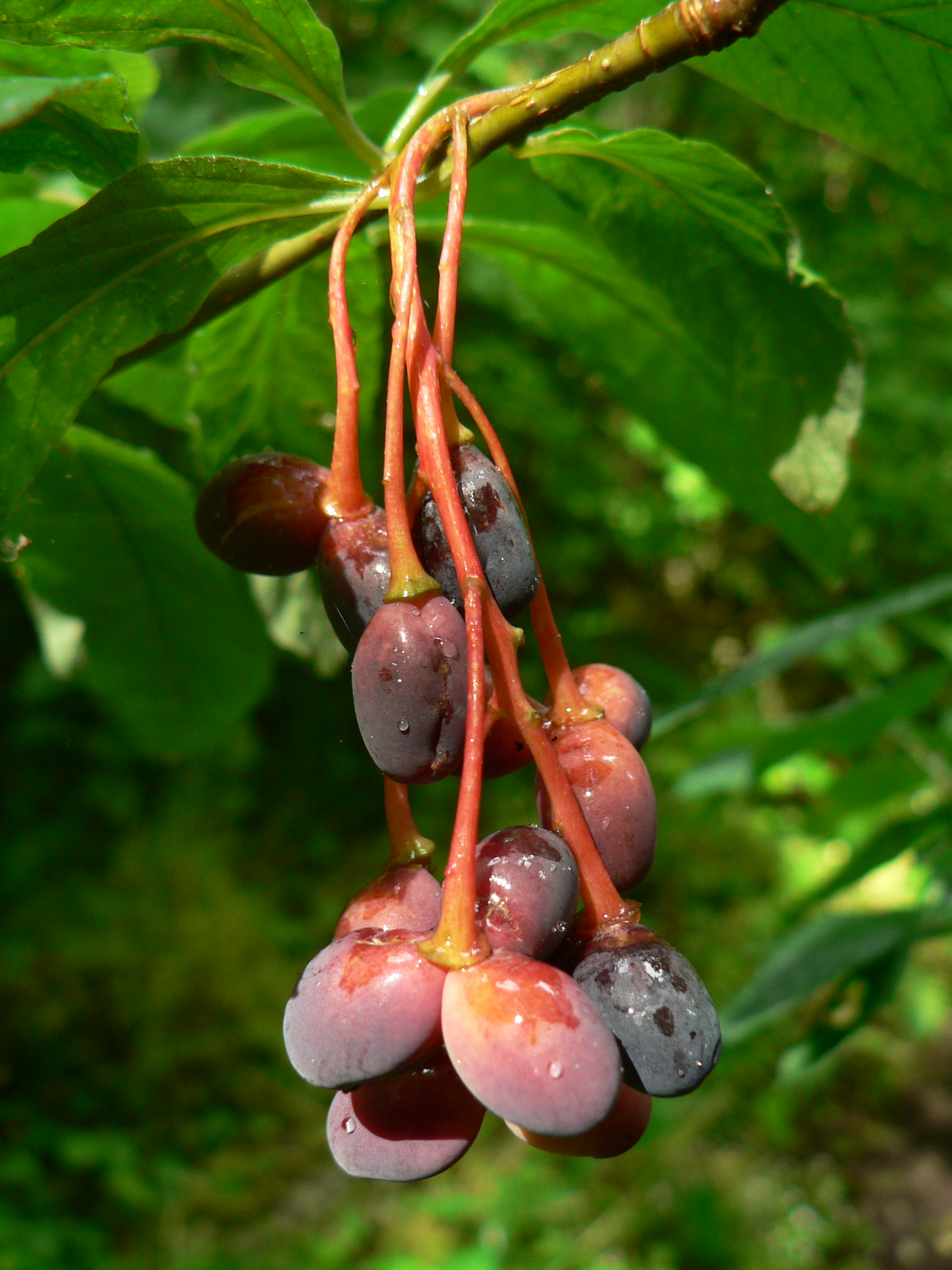
Reifende Früchte

### Erscheinungsbild und Blatt
Bei Oemleria cerasiformis handelt es sich um einen selbständig aufrecht wachsenden, locker verzweigten, laubabwerfenden, sommergrünen Strauch, der Wuchshöhen von 1 bis 5 Meter erreicht oder kleinen Baum, der Wuchshöhen von bis zu 6 Meter erreicht. Es werden Ausläufer gebildet. Die glatte Borke ist rötlich-braun bis dunkel-grau. Die Rinde der schlanken Zweige ist kahl, anfangs grün später sich rötlich-braun färbend und besitzt deutlich sichtbare orangefarbene Lentizellen. Die Endknospen besitzen eine Länge von 7 bis 9 Millimeter und die Seitenknospen sind kürzer.
Die wechselständig angeordneten Laubblätter sind in Blattstiel und Blattspreite gegliedert. Der Blattstiel ist mit einer Länge von 5 bis 15 mm relativ kurz. Die einfache, ganzrandige, grau-grüne Blattspreite ist bei einer Länge von 5 bis 13 Zentimeter und einer Breite von 2 bis 5 Zentimeter lanzettlich, elliptisch  bis schmal verkehrt-eiförmig mit spitzen Spreitengrund und spitzem oberen Ende. Der glatte Blattrand rollt sich mehr oder weniger nach unten. Die Blattunterseite ist heller sowie manchmal schwach flaumig behaart und verkahlend. Die Blattoberseite ist kahl. Im Frühjahr ist es eine der am frühesten laubaustreibenden Arten in ihrem Heimatgebiet. Die frisch ausgetriebenen Laubblätter schmecken nach Gurke. Die Nebenblätter fallen früh ab.

### Blütenstand, Blüte und Frucht
Die Blütezeit reicht in Nordamerika von April bis Mai. Oemleria cerasiformis ist meist zweihäusig getrenntgeschlechtig (diözisch). An kurzen seitlichen Zweigen befinden sich 3 bis 10 cm lange, hängende, traubige Blütenstände. Es sind je Blütenstand ein oder zwei Tragblätter, aber keine Deckblätter vorhanden.
Die duftenden, meist eingeschlechtigen, selten zwittrigen Blüten sind radiärsymmetrisch und fünfzählig mit doppelter Blütenhülle. Der Blütenbecher (Hypanthium) ist 3 bis 4,5 mm hoch. Die fünf freien, weißen, genagelten Kronblätter sind 3 bis 6 mm lang, wobei die der männlichen Blüten etwas größer als bei den weiblichen sind. In den männlichen und zwittrigen Blüten sind drei Kreise mit je fünf Staubblättern vorhanden; sie ragen etwas aus der Blütenkrone heraus. Es sind fünf freie Fruchtblätter vorhanden. Der größte Teil des Blütenbechers und Griffel verwelken bald nach der Bestäubung.
Es bilden sich je Blüte ein bis fünf Steinfrüchte. Die an einem roten Stiel hängende Steinfrucht ist bei einer Länge von 5 bis 15 mm eiförmig sowie etwas bohnenförmig. Die blaugrün bereifte Steinfrucht ist anfangs orangefarben bis gelb und verfärbt sich bei Reife blau-schwarz.

### Chromosomenzahl
Die Chromosomengrundzahl beträgt x=8.

## Vorkommen
Das natürliche Verbreitungsgebiet von Oemleria cerasiformis befindet sich nur im westlichen Nordamerika. Oemleria cerasiformis ist im südlichen Teil der kanadischen Provinz British Columbia und in den westlichen Bundesstaaten der Vereinigten Staaten im westlichen Oregon, westlichen Washington sowie nördlichen Kalifornien beheimatet.
Oemleria cerasiformis kommt vor allem in kühl-feuchten Wäldern auf sauren bis schwach alkalischen, nährstoffreichen, sandig-lehmigen bis lehmigen, humosen Böden vor. Daneben kommt sie auch in Strauchflächen und Hecken vor. Sie bevorzugt lichtschattige Standorte mit mildem Winter. Sie gedeiht bis zur USDA-Klimazone 6a.

## Systematik

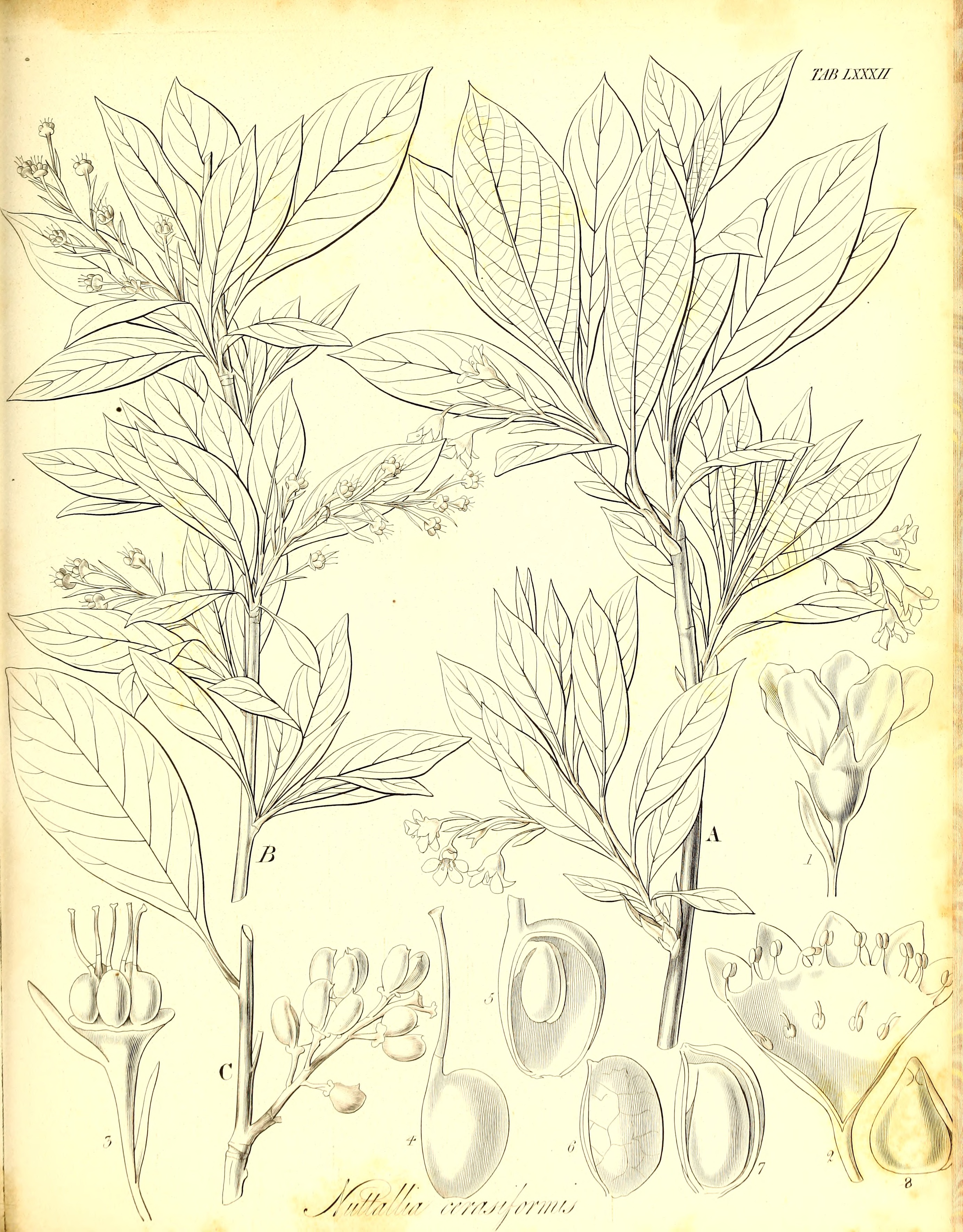
Illustration aus der Erstbeschreibung

Die Erstbeschreibung erfolgte 1841 (1839) unter dem Namen (Basionym) Nuttallia cerasiformis durch John Torrey und Asa Gray in William Jackson Hooker und George Arnott Walker Arnott: The Botany of Captain Beechey’s Voyage, S. 337, Tafel 82. Die Gattung Oemleria wurde 1841 durch Ludwig Reichenbach in Das Herbarienbuch, S. 236 aufgestellt. Die Neukombination zu Oemleria cerasiformis veröffentlichte John Waddell Landon 1975 in Taxon, Volume 24, Issue 1, S. 200. Der Gattungsname Oemleria ehrt den deutschen Naturforscher Augustus Gottlieb Oemler (1773–1852). Das Artepitheton cerasiformis bedeutet kirschenförmig. Ein weiteres Synonym für Oemleria cerasiformis (Torr. & A.Gray ex Hook. & Arn.) J.W.Landon ist Osmaronia cerasiformis (Torr. & A.Gray) Greene.
Oemleria cerasiformis ist die einzige Art der monotypischen Gattung Oemleria aus der Tribus Osmaronieae in der Unterfamilie Spiraeoideae innerhalb der Familie Rosaceae.

## Nutzung
Die Früchte von Oemleria cerasiformis werden roh oder gegart gegessen. Die etwa nach kleinen Pflaumen aussehenden Früchte sind sehr bitter mit einem Mandelgeschmack, der bei Vollreife etwas abnimmt. Die Frucht besitzt nur eine dünne Schicht Fruchtfleisch. Sie kann getrocknet und über den Winter gelagert werden. Vorsicht ist auf Grund der Giftigkeit durch Blausäure geboten.
Die medizinischen Wirkungen wurden untersucht. Pflanzenteile wurden in der Volksheilkunde verwendet.